# Imane Touriss
Imane Touriss (en arabe : إيمان توريس), née le 11 février 2005 à Rennes est une footballeuse internationale marocaine qui joue au poste d'ailière au Grasshopper Zurich.

## Carrière en club

### Débuts et formation
C'est dans le club de l'US Châteaugiron basé dans la commune de Châteaugiron en Ille-et-Vilaine qu'Imane Touriss fait ses débuts. Elle y reste un avant de rejoindre la Tour d'Auvergne de Rennes avec lequel elle joue quatre saisons.
Par la suite, elle poursuit sa formation de footballeuse au club du CPB Bréquigny où elle évolue quatre saisons de 2018 à 2022 et avec lequel elle joue dans le championnat national des -19 ans. C'est durant cette période avec le club rennais qu'elle parvient à intégrer le pôle espoir de Bretagne et connaît ses premières sélections en équipe de France des moins de 17 ans,.

### Avec l'En Avant Guingamp (2022-2025)
Après avoir connu le Pôle espoir durant son passage au CPB Bréquigny, Imane Touriss s'engage avec l'En avant Guingamp qui évolue en D1 féminine. Elle intègre rapidement le groupe professionnel.
Sous la houlette de son entraîneur Frédéric Biancalani, Imane Touriss dispute son premier match officiel avec le club guingampais le 29 octobre 2022 en entrant en jeu à Bordeaux à la place d'Aïssata Traoré (défaite 3-1). Elle connait sa première titularisation le 8 janvier 2023 contre le Tours FC à l'occasion des seizièmes de finale de la Coupe de France (victoire, 6-0).

#### Deuxième saison
Imane Touriss continue avec le club de l'EA Guingamp désormais entraîné par Mathieu Rufié. Elle dispute son premier match de la saison le 16 septembre 2023 contre le FC Fleury et connaît par la même occasion sa première titularisation en D1 féminine. C'est la seule fois de la saison qu'elle sera titularisée en onze matchs disputés.

#### Troisième saison
Imane Touriss poursuit avec l'EAG et débute la saison par un match contre le FC Nantes le 5 octobre 2024 contre qui Guingamp s'incline à domicile (1-0).
Le 23 novembre 2024 à domicile, elle inscrit son tout premier but sous les couleurs guingampaises contre le Stade de Reims et marque par la même occasion son premier but en D1 Féminine, devenue Première Ligue. Toutefois son but, qui est l'unique de son équipe, n'empêche pas la défaite de l'EAG qui s'incline 4 buts à 1. C'est également son seul but de la saison.
Le club guingampais qui connait une saison difficile ne parvient pas à se maintenir dans l'élite. Imane Touriss aura pris part durant cet exercice 2024-2025 à vingt rencontres de championnat dont treize en tant que titulaire. Elle quitte le club, après y avoir passé trois saisons.

### En Suisse avec Grasshopper Zurich (depuis 2025)
N'ayant évolué qu'en France jusqu'ici, Imane Touriss quitte l'En avant Guingamp relégué en deuxième division. Elle change de pays et de championnat pour celui de la Suisse en rejoignant le Grasshopper Club Zurich pensionnaire de première division, dite « Super League ». Le club annonce sa signature le 1er août 2025.

## Carrière internationale
Après avoir évolué sous les couleurs de l'équipe de France, Imane Touriss décide de changer de nationalité sportive pour représenter le Maroc.

### France -17 ans
Imane Touriss, passée par le Pôle espoirs de Bretagne, reçoit une convocation de la part de Cécile Locatelli pour participer aux qualifications pour l'Euro 2022. La France parvient à se qualifier pour la phase finale après s'être imposée face à l'Angleterre (2-1), à la Croatie (5-0) et à la Pologne (6-1). Imane Touriss prend part à cette phase qualificative qui se déroule en Pologne et inscrit un doublé contre les Croates.

#### Euro 2022 en Bosnie-Herzégovine
Touriss est par la suite sélectionnée pour disputer la phase finale de l'Euro qui se tient du 3 au 15 mai en Bosnie-Herzégovine. L'équipe de France parvient à se qualifier pour les demi-finales après deux victoires respectivement face à la Finlande (2-0) et à la Norvège (1-0) et une défaite contre l'Espagne (3-0). En demi-finale, les Françaises s'inclinent face à l'Allemagne (1-0) puis remportent leur match de la 3e place contre les Pays-Bas (2-0). En terminant troisième, la France décroche son billet pour la Coupe du monde qui a lieu en Inde du 11 au 30 octobre 2022. Durant cet Euro, Imane Touriss participe à l'ensemble des matchs hormis la petite finale. Elle débute titulaire contre la Finlande et l'Espagne.

#### Mondial 2022 en Inde
Après avoir disputé l'Euro, Imane Touriss fait partie des 21 joueuses sélectionnées par Cécile Locatelli pour disputer la Coupe du monde en Inde. Cependant, la France est éliminée dès le premiers tour après deux défaites (contre la Tanzanie 2-1 et le Japon 2-0) et un match nul contre le Canada (1-1). Touriss ne participe qu'au match contre les Tanzaniennes. Il s'agit de la dernière rencontre qu'elle dispute avec l'équipe de France avant son changement de nationalité sportive pour le Maroc.

### Maroc -20 ans

#### Qualifications au Mondial 2024
Après avoir connu la sélection française des moins de 17 ans, Imane Touriss reçoit un premier appel de la part de Stéphane Nado en octobre 2023 pour rejoindre la sélection du Maroc des moins de 20 ans.
Le Maroc entame alors les qualifications pour le Mondial 2024 de la catégorie. Exempt du premier tour, les Marocaines jouent contre le Burkina Faso à El Jadida. Le match aller, le 8 octobre 2024, se termine sur une large victoire 4-0. Tandis que le match retour, voit les deux équipes se neutraliser sur le score de un partout. Imane Touriss entre en jeu à la mi-temps du match retour. Le même mois, le Maroc reçoit le Bénin au Complexe Mohammed VI pour une double confrontation amicale qui voit les Marocaines s'imposer par deux fois, 2-1 puis 4-2. Imane Touriss participe aux deux rencontres, la première en tant que titulaire.
Après avoir disputé une série de matchs amicaux et de tournoi internationaux, parmi eux la Pinatar Cup en Espagne et la Sud Ladies Cup en France, la sélection entraînée par Jorge Vilda part se concentrer en Autriche durant le mois de juillet où elle affronte amicalement le Venezuela et l'Autriche. Imane Touriss participe au tournoi Pinatar et inscrit un but contre la Suède. Elle dispute également les matchs de la Sud Ladies Cup en tant que titulaire.
Après avoir disputé une série de matchs amicaux, notamment contre la Colombie les 24 et 26 juillet au Complexe Mohammed VI, Imane Touriss n'est pas sélectionnée pour disputer la phase finale de la Coupe du monde qui a lieu du 31 août au 22 septembre 2024.

### Équipe du Maroc (B)
Durant le mois d'octobre de la même année, elle est convoquée par Miguel Angel Sopuerta pour disputer deux matchs amicaux face au Burkina Faso respectivement les 26 et 28 octobre 2024 au Complexe Mohammed VI. Le Maroc perd la première manche (1-0) et fait match nul lors de la deuxième (2-2). Imane Touriss entre en jeu lors de la deuxième manche.
Touriss est appelée à disputer un match amical contre l'équipe de Tunisie le 8 avril 2025 au Complexe Mohammed VI. Titulaire, la sélection marocaine s'incline avec un score de 4 buts à 2.

### Équipe du Maroc
Après avoir connu la sélection des moins de 20 ans et l'équipe réserve, Imane Touriss reçoit un premier appel en équipe A. Elle est sélectionnée par Jorge Vilda pour prendre part à la  préparation pour la CAN 2024. C'est durant cette phase de préparation qu'elle fait sa première apparition en entrant en jeu contre le Malawi en match amical le 19 juin 2025 à Kénitra,,. Toutefois, si elle faisait partie de la liste élargie, elle n'est pas retenue dans la liste finale pour disputer le tournoi qui se déroule au Maroc le mois qui suit.

## Statistiques

### En club
| Saison                | Club                  | Championnat           | Championnat | Championnat | Coupe(s) nationale(s) | Coupe(s) nationale(s) | Total | Total |
| Saison                | Club                  | Division              | M.          | B.          | M.                    | B.                    | M.    | B.    |
| 2022-2023             | EA Guingamp           | Division 1            | 10          | 0           | 2                     | 0                     | 12    | 0     |
| 2023-2024             | EA Guingamp           | Division 1            | 11          | 0           | -                     | -                     | 11    | 0     |
| 2024-2025             | EA Guingamp           | Division 1            | 20          | 1           | -                     | -                     | 20    | 1     |
| Sous-total            | Sous-total            | Sous-total            | 41          | 1           | 2                     | 0                     | 43    | 1     |
| 2025-2026             | GC Zurich             | Super League          | 0           | 0           | -                     | -                     | 0     | 0     |
| Total sur la carrière | Total sur la carrière | Total sur la carrière | 41          | 1           | 2                     | 0                     | 43    | 1     |

#### Statistiques par compétition
| Compétition     | Matchs | Titu. | Buts | Passes | Cartons | Cartons |
| Compétition     | Matchs | Titu. | Buts | Passes | Jau.    | Rou     |
| --------------- | ------ | ----- | ---- | ------ | ------- | ------- |
| D1 Féminine     | 41     | 14    | 1    | 0      | 1       | 0       |
| Coupe de France | 2      | 1     | 0    | 0      | 0       | 0       |
| Super League    | 0      | 0     | 0    | 0      | 0       | 0       |
| Coupe de Suisse | 0      | 0     | 0    | 0      | 0       | 0       |
| Total           | 43     | 15    | 1    | 0      | 1       | 0       |

### En sélection

#### France -17 ans
Le tableau suivant liste les rencontres de l'équipe de France des -17 ans auxquelles Imane Touriss a pris part :

#### Maroc -20 ans
Le tableau suivant liste les rencontres de l'équipe du Maroc des moins 20 ans auxquelles Imane Touriss a pris part :

#### Équipe du Maroc (B)
Le tableau suivant liste les rencontres de l'équipe du Maroc B auxquelles Imane Touriss a pris part :

#### Équipe du Maroc
Le tableau suivant liste les rencontres de l'équipe du Maroc auxquelles Imane Touriss a pris part :

## Palmarès
Équipe du Maroc des -20 ans
- Pinatar Cup :
  -  3e place : 2024